# نيكولاس كريستاكيس
نيكولاس كريستاكيس (بالإنجليزية: Nicholas A. Christakis)ولد في 7 أيار 1962.
وهو طبيب أمريكي وباحث اجتماعي من أصل يوناني  ، عُرف بأبحاثه على الشبكات الاجتماعية وعلى المحددّات الاجتماعية الاقتصادية والاجتماعية الحيوية على السلوك، الصحة وطول العمر.
هو أستاذ في علم الاجتماع الطبي في قسم سياسة الرعاية الصحية وأستاذ في الطب في قسم الطب في كلية هارفرد الطبية ؛أستاذ في علم الاجتماع في قسم علم الاجتماع في جامعة هارفرد كلية الأداب والعلوم؛ وطبيب في مشفى أوبورن التابعة لهارفرد.
عام 2009، ومرة أخرى عام 2010، تم وضع اسم كريستاكيس على قائمة من كبار المفكرين العالميين من قبل مجلة فورين بوليسيس (بالإنجليزية: Foreign Policy) 
في عام 2009 تم تسميته من قبل مجلة التايم -في قائمة التايم 100- من بين أكثر 100 شخصية تأثيراً في العالم.
تمّ انتخابه للمعهد الطبي التابع للأكاديمية الوطنية للعلوم عام 2006، كما عُيّنَ كزميل للجمعية الأمريكية لتقدّم العلوم عام 2010.

## التعليم وبداية المهنة
كان كريستاكيس قد بدأ تعليمه ومهنته الأكاديمية في مجال الطب والعلوم.حصل على درجة البكالوريوس في علم الأحياء من جامعة يال عام 1984، حيث تفوّق على مجموعة من طلاب السنوات الأخيرة المتخصصين في العلوم، وحصل على جائزة شتندن المرموقة من جامعة يال.
ثمّ انتقل إلى كامبريدج حيث حصل على شهادة الطب من كلية الطب في جامعة هافرد، وعلى درجة M.P.H من كلية هارفرد للصحة العامة عام 1989.
عام 1989، انتقل كريستاكيس إلى فيلادلفيا حيث أنهى دراسته الطب الداخلي في جامعة بنسلفانيا(النظام الصحي) ومن ثم حصل على درجة الدكتوراة في علم الاجتماع من جامعة بنسلفانيا.
درس كريستاكيس دور التشخيص في الفكر والممارسة الطبية، حيث وثّق وشرح كيف يمكن للأطباء أن يكونوا مُعدّين لتجنب الوقوع في التكهنات.
حيث ناقش كيف أن تكهنات المرضى يمكن تلقيها حتى من قبل أفضل الأطباء الأمريكيين ليس فقط من خلال المعايير المهنية وإنما أيضاً من خلال المعتقدات الدينية، الأخلاقية، وحتى الشبه سحرية.
بعد تخرجه عام 1995، تمّ تجنيده من قبل جامعة شيكاغو حيث بدأ العمل كأستاذ مساعد مع تعيينات مشتركة في كل من أقسام الطب وعلم الاجتماع.
بعد ست سنوات من وصوله إلى شيكاغو، تم منحه الحيازة في كل من علم الاجتماع والطب.
بعد ذلك في عام 2001، غادر كريستاكي جامعة شيكاغو ليشغل منصب أستاذ في علم الاجتماع الطبي في كلية الطب بجامعة هارفرد، في عام 2005 تمّ تعيينه أيضاً أستاذ في علم الاجتماع في قسم علم الاجتماع بجامعة هارفرد، في عام 2009 تمّ تعيينه أستاذاً للطب في قسم في كلية الطب بجامعة هارفرد.

## روابط خارجية
- نيكولاس كريستاكيس على موقع ميوزك برينز (الإنجليزية)

1. صفحة الويب الشخصية لـ Nicholas A. Christakis
2. صفحة PubMed لأوراق من قبل Nicholas A. Christakis